# Paul Friedrich Scheffler
Paul Friedrich Scheffler (* 23. April 1895 in Wismar; † 29. September 1985 in Berlin) war ein deutscher Rechtsanwalt und LDPD-Politiker.

## Leben
Paul-Friedrich Scheffler besuchte die Bürgerschule, das dortige Gymnasium und nahm ein Studium der Rechtswissenschaften an den Universitäten Jena und Rostock auf. Nach dem ersten juristischen Examen promovierte er 1926 an der Universität Rostock zum Dr. jur. Scheffler war nach dem zweiten Examen zunächst für eine Bank tätig, bevor er sich ab 1931 als Rechtsanwalt und Notar in Rostock niederließ. Politisch stand er der Deutschen Demokratischen Partei (DDP) nahe.
Im November 1945 gründete er die LDPD in Rostock und war deren Vorsitzender bis zum November 1946. Ab Juli 1946 führte er auch den Kreisverband Rostock. Bei den Kommunal- und Landtagswahlen 1946 erhielt Scheffler ein Mandat für die Stadtvertretung und den Landtag. Die LDPD-Landtagsfraktion wählte Scheffler schließlich im November 1946 zum Fraktionsvorsitzenden, zudem gehörte er von Juli 1946 bis Dezember 1948 dem Zentralvorstand der LDPD in Berlin an. Im Landtag trat Scheffler für eine rechtsstaatliche Entwicklung in der Sowjetischen Besatzungszone ein und zog damit den Unmut der Sozialistischen Einheitspartei Deutschlands (SED) auf sich. Im Namen der LDPD-Fraktion stellte er beispielsweise 1947 den Antrag, in der Landesverfassung neben der Rassenhetze auch Klassenhetze zu verbieten. Scheffler wandte sich zudem gegen die willkürliche Enteignung aller Kinobesitzer im Lande und wurde im November 1947 ohne Aufhebung der parlamentarischen Immunität verhaftet. Den Fraktionsvorsitz übernahm der LDPD-Abgeordnete Friedrich Stratmann. Im Juli 1948 wurde er aus der Haft entlassen und freigesprochen. Im November 1948 wurde ihm nach seiner Flucht in den Westen das Landtagsmandat aberkannt.
Bei der Berliner Wahl 1950 wurde Scheffler in das Abgeordnetenhaus von Berlin gewählt. Auch bei der folgenden Wahl 1954 wurde er in das Parlament gewählt, schied aber im Februar 1955 aus, da ihn die Bezirksverordnetenversammlung im Bezirk Tempelhof zum Bezirksstadtrat für Finanzen gewählt hatte. Mit dem Ende der Legislaturperiode 1959 schied er aus dem Amt.
Scheffler trat 1959 aus der FDP aus.